# Carlo Montella
Carlo Montella (Napoli, 1922 – Pisa, 6 marzo 2010) è stato uno scrittore italiano.
Ha pubblicato diversi romanzi. "I parenti del sud" fu il suo primo romanzo nel 1951 e venne pubblicato nel 1953 nei “Gettoni”. Con lo stesso romanzo nel 1954 vinse il Premio Viareggio nella categoria opere prime.

## Biografia
La madre Emilia, laureata in ingegneria meccanica, con una tesi in Meccanica razionale, che venne prima pubblicata dall'università di Napoli e poi tradotta da una rivista scientifica francese, era di famiglia aristocratica, e nonostante la proposta di una cattedra scelse di dedicare la sua vita alla famiglia e in particolare all'educazione dei figli, Carlo, Adriana e Gianna.
Montella, come racconta lui stesso nel suo ultimo romanzo, trascorre l'infanzia ad Avellino, in una bella residenza, dove peraltro visse Victor Hugo, e che ancora oggi padroneggia sul Viale dei Platani.
Si trasferisce a Pisa nel 1937 dove si sposerà e avrà due figli, Paolo e Claudio.
Laureato in Estetica, collaborò ai giornali “La Nazione” e “Il Messaggero” e a varie riviste come L'Automobile. Tra 1954 e 2002 scrisse 7 romanzi, fra l'altro le sue opere più conosciute I parenti del sud e Incendio al catasto che vennero tradotti, tra l'altro, in tedesco e russo.
Nel 1998 purtroppo una tragedia famigliare lo coinvolge: uccide il figlio Claudio, da tempo provato a causa di problemi psichici, per salvaguardare l'incolumità della moglie Anna.

## Critica
Vittorini che gli pubblicò nei "Gettoni" di Einaudi I parenti del Sud, parlando di lui, al suo esordio, scrive

## Opere
- I parenti del Sud, Einaudi, Torino, 1953
- Incendio al catasto, Vallecchi, Firenze, 1956
- Chi parte all'alba, S. Sciascia, Caltanissetta, 1957
- Ritratto spagnolo, Vallecchi, 1958
- Perché anche morire, Rizzoli, Milano, 1967
- Le zie, Vallecchi, 1976
- Dov'è Beethoven?, Tullio Pironti, Napoli, 2002